# 埃里克·奧格雷迪
埃里克·奧格雷迪（英語：Eric O'Grady）是一位出現在漫威漫畫中的超級英雄。 他是第三代使用“蟻人”角色，由羅伯特·柯克曼和Phil Hester創造，並首次出現在《不可贖回的螞蟻人＃1（英語：Irredeemable Ant-Man #1）》（2006年12月）中。